# Disconectes latirostris
Disconectes latirostris är en kräftdjursart som först beskrevs av Sars 1882.  Disconectes latirostris ingår i släktet Disconectes och familjen Munnopsidae. Inga underarter finns listade i Catalogue of Life.